# Sharon Carter
Sharon Carter es un personaje ficticio que aparece en los cómics estadounidenses publicados por Marvel Comics. Generalmente es presentada como una ex agente secreta de S.H.I.E.L.D. bajo el mando de Nick Fury; heroína, en ocasiones vengadora, e incluso como antagonista en ambos cómics y adaptaciones cinematográficas.
En la continuidad original de los cómics, se mantenía que Sharon era la hermana menor de Peggy Carter, el interés amoroso en tiempos de guerra del Capitán América. Más tarde fue retroactivada como la sobrina de Peggy dado que no había envejecido como ella y eso presentaba un error en la cronología del personaje.
Emily VanCamp interpreta a la personaje en las películas del Universo Cinematográfico de Marvel para Captain America: The Winter Soldier (2014), Capitán América: Civil War (2016) y  en la miniserie de Disney+ The Falcon and The Winter Soldier (2021). VanCamp también expresa versiones alternativas de Carter en la serie animada What if…? (2021). Próximamente reinterpretará a Sharon en la cuarta entrega de la franquicia: Captain America: Brave New World (2024).

## Historia de publicación
Creada por Stan Lee y Jack Kirby, Sharon apareció por primera vez en Tales of Suspense (primera serie) # 75 (marzo de 1966).
Al parecer, Carter fue asesinada en el Capitán América # 233. Ella fue revivida en el número 444 por el escritor Mark Waid, quien comentó: "La razón por la que trabaja tan bien con Cap. es porque es un completo cínico y él es un completo idealista".
Sharon Carter apareció como personaje secundario en la serie Secret Avengers 2010-2013, desde el número 1 (julio de 2010) hasta el número 21 (marzo de 2012).

## Biografía ficticia del personaje en los cómics
Sharon nació en Richmond, hija de dos ricos Virginianos, Harrison y Amanda Carter. Creció con las historias de su tía (Margaret "Peggy" Carter), que era una luchadora por la libertad con la Resistencia Francesa durante la Segunda Guerra Mundial. 
Durante este tiempo, Peggy trabajó junto a Steve Rogers, el héroe patriótico conocido como Capitán América. Los dos se enamoraron a pesar de que Rogers no sabía su nombre, pero se separaron en las últimas semanas de la guerra. No se encontraron otra vez antes de que Rogers fue creído muerto, perdido en las heladas aguas del Atlántico Norte.
Inspirada por las aventuras de su tía, Sharon se unió a la agencia de seguridad internacional SHIELD, y se le asignó el nombre código "Agente 13". En ese momento, Rogers había sido revivido a partir de animación suspendida, y durante una de las primeras misiones de Sharon, acudió en su ayuda cuando ella fue atacada por un mercenario conocido como Batroc el Saltador. Los dos se cruzaron una y otra vez, haciendo equipo en varias misiones contra AIM, HYDRA, Cráneo Rojo, y muchos otros.
Con el tiempo, Sharon y Rogers se enamoraron. Sin embargo, la naturaleza peligrosa del trabajo de Sharon coloca una tensión constante en su relación, con Rogers queriendo que Sharon renuncie a su vida como una agente de S.H.I.E.L.D. y alejándose de todo.
Mientras trabajaba como coordinadora de S.H.I.E.L.D. con el Departamento de Policía de Nueva York, Sharon investigó y se infiltró en una organización terrorista supremacista blanca conocida como la Fuerza Nacional. Durante una de las batallas de la Fuerza Nacional con los delincuentes de la calle en Harlem, la Guardia Nacional, fue enviada para poner fin a la misma. Sin embargo, bajo los efectos de un gas que altera la mente, Sharon aparentemente activó un dispositivo de autodestrucción en su uniforme de la Fuerza Nacional y se suicidó. Rogers mostró el evento en video.
Más tarde se reveló que la muerte de Sharon había sido falsificada por lo que Sharon podría ser libre en ir en una misión de alto secreto para S.H.I.E.L.D. La misión no salió bien, y Nick Fury Director Ejecutivo de S.H.I.E.L.D., la creyó muerta en acción. El Capitán América no fue informado de las verdaderas circunstancias de su "muerte".

### Regreso
Sin embargo, Sharon no estaba muerta, pero estando en territorio enemigo, un cautivo del dictador Tap-Kwai. Escapó, pasó varios años trabajando como mercenaria, hasta que se encontró con un grupo de extremistas neonazis conocidos como los Kubecult. Al enterarse de que planeaban utilizar el Cubo Cósmico para regresar a Adolf Hitler a la vida, Sharon unió fuerzas con el malvado Cráneo Rojo para detenerlos, pero también necesitaban al Capitán América.
En este punto, Rogers sufría problemas de salud: el suero de Super-Soldado que le dio sus habilidades se estaba viniendo abajo y lo había colocado en estado de coma. A medida que el Cráneo Rojo estaba ocupando un cuerpo clonado de Rogers, una transfusión de sangre del Cráneo –con una fórmula contaminada de Súper-Soldado– fue capaz de restaurar y revitalizar a Rogers. Rogers se sorprendió al encontrar con vida a Sharon, y en el transcurso de la misión de derrocar el culto descubrió que sus años en el frío le había dado una más despiadada y más sombría personalidad.
Ellos no renovaron su relación, pero una cierta cantidad de tensión romántica sigue existiendo entre ellos cuando ella se reúne con SHIELD. Ella se burla de él por su ingenuidad, tales como dejar que una familia de ilegales permanezca en su apartamento (ellos se habían movido cuando él se había perdido, él no quería echarlos). Los dos combaten enemigos como el Conde Nefaria. Sharon ayuda al Capitán América en la lucha contra el poderoso cósmico Cráneo Rojo. El Cráneo tenía el control de un cubo cósmico, que podría hacer lo que quisiera, siempre y cuando se concentrara en él. Sharon y el Capitán América argumentan muchas veces que matarán al Cráneo, Sharon instándole a usar su escudo de energía basado en un dispositivo que Sharon le había dado. Sharon intenta matar al Cráneo Rojo, y falla. Theed Skull fue derrotado antes a través de engaños. El escudo de energía se pierde en el tiempo-corriente.
Poco después, Sharon asiste al Capitán América en varios casos de patriotas americanos pasando alborotos violentos. La entidad sobrenatural Pesadilla había encontrado una manera de influir en esta dimensión a través del 'sueño americano'. Sharon y el Capitán América combatirían muchos patriotas, entre ellos un agente de EE. UU. temporalmente loco. En última instancia, Sharon tiene que enfrentarse a un afectado Capitán América.

### sigloXXI
Sharon sirvió un período breve como Directora Ejecutiva de SHIELD, durante la ausencia de Nick Fury. Luego se convirtió en un agente de campo una vez más, que informa directamente a la nueva Directora Ejecutiva María Hill como oficial coordinadora asignada específicamente a apoyar e informar sobre las actividades del Capitán América. Mientras investiga el paradero de Jack Monroe, fue secuestrada por el Soldado de Invierno, que la utilizó como cebo para atraer al Capitán América a una trampa tendida por el general Aleksander Lukin. Ella y el Capitán América más tarde reanudaron su relación durante una misión de campo investigando las actividades del Soldado de Invierno.
Sharon fue inicialmente partidaria de la Ley de Registro Sobrehumana. Sin embargo, ella se oponía a la realidad, ayudando en la captura de su amante, el Capitán América, que es el líder de los "Vengadores Secretos" que se oponen a la ley. Al mismo tiempo, se reveló también que ella es de alguna manera un peón ignorante de Cráneo Rojo y su socio Doctor Fausto. Más tarde cayó en contacto con la organización secreta de Nick Fury, incluso cuando ella fue reasignada al grupo de trabajo encargado de la localización de Fury. Ella también cambió su lealtad al Capitán América, citando la muerte de Goliat como la razón principal, no está claro cuánto de esto se debe a la influencia de Fausto.
En un seguimiento de Capitán América, # 25 (Civil War), Steve Rogers es disparado en el hombro por un francotirador en su camino por las escaleras a la Corte Federal. En el caos de la multitud que siguió, le dispararon tres veces en el estómago con una pistola, y luego parece que muere de sus heridas. Más tarde se reveló que el plan fue orquestado por el Cráneo Rojo, el francotirador fue Calavera, y Sharon Carter, en virtud de una sugestión hipnótica por el Dr. Faustus.
Se ha revelado que ella está todavía bajo la influencia del Doctor Fausto, quien la utiliza para aniquilar a Viuda Negra y Halcón, antes de unirse a la organización del Cráneo Rojo como secuaz. También se ha revelado que ella al parecer está embarazada de Rogers. Sin embargo, durante varios intentos de escapar del control del Cráneo Rojo sobre ella, pierde a su bebé durante una pelea entre ella y Pecado. Sin embargo, más tarde el diálogo sugiere que ella, no el Pecado, apuñaló su seno, y causó aborto espontáneo. Ella dice que lo hizo para alejar al Cráneo Rojo de meter sus manos en algo de ella. Más tarde el doctor Fausto le hizo olvidar que estaba embarazada, y él también le dio las herramientas para su rescate. Sharon se libera, y mata a Aleksander Lukin (y por poco falló en matar al mismo Cráneo Rojo), antes de ser encontrada por la Viuda Negra y el Falcón. Iron Man y Falcón deciden decirle sobre su embarazo en una fecha posterior, después de un tiempo de recuperación suficiente. Sin embargo, Sharon decidió dejar S.H.I.E.L.D.
Sharon Carter apareció más adelante en la historia Captain America: Reborn, donde descubrió que ella mató al Capitán América y planeó encontrar una manera de revivirlo. Desafortunadamente, Norman Osborn también planea revivir al Capitán América, para que pueda completar el plan del Cráneo Rojo de transferir su conciencia al cuerpo de Steve y hacer que lidere a los Vengadores para aumentar su popularidad. Enmarca a Sharon como cómplice en el asesinato de Rogers y amenaza con matar al segundo Capitán América si ella no se entrega, lo que hace. Ella es llevada a Latveria, donde la misma máquina que se adjuntó a traer de vuelta a Rogers, pero con el Cráneo Rojo controlando su cuerpo; Mr. Fantástico determinó que Sharon tenía marcadores crónicos en la sangre destinados a sacar a Steve a ella. Convirtiéndose a sí misma en Norman Osborn con el fin de salvar la vida de Bucky (que, sin saberlo ella, ya se había escapado), ella es entregada al Cráneo y el Dr. Doom, quien la utilizan para recuperar a Steve, con la mente del Cráneo en el control. Sharon, en última instancia, se escapa con la ayuda de Henry Pym, y utiliza la propia nave del Cráneo Rojo para volarlo en pedazos. Reconciliándose con Steve (que fue capaz de afirmar el control sobre sí mismo), ellos toman un descanso en su propiedad de Virginia.
Sharon ha sido confirmada como miembro de un nuevo equipo de Vengadores, los Vengadores Secretos, en la nueva serie en curso de Ed Brubaker del mismo nombre.
Sharon apareció a sacrificarse para detener la fortaleza del vuelo masiva de Arnim Zola de la invasión de la Tierra pero ella está viva en cautividad de Zola y que se encuentra por Falcon y Jet Negro.
Cuando Sharon Carter y S.H.I.E.L.D. detienen a Tomoe y su Biohack Ninjas, se encuentra con Riri Williams que ayudó a Pepper Potts a derrotarlos.
Durante la historia Imperio Secreto, Sharon Carter estaba en el Helicarrier de S.H.I.E.L.D. en el momento en el Capitán América, cuya historia fue reescrita por el clon de Red Skull usando los poderes de KOBIK ser un agente durmiente de Hydra, revela su asociación de Hydra como los carneros del Helicarrier de Hydra en el Helicarrier de S.H.I.E.L.D. en el que está Sharon Carter mientras el Doctor Faustus la arresta. Sharon Carter pretende ser lavado de cerebro por el Doctor Faustus, ya que ella lo incapacita al tomar su té con una toxina no letal.
Sharon Carter luego forma a las Hijas de la Libertad, donde trabajan para limpiar el nombre del Capitán América cuando fue acusado por la muerte de Thunderbolt Ross.

## Poderes y habilidades
Sharon está entrenada como atleta y en artes marciales. Esta altamente capacitada en las formas de espionaje, armas de fuego, y computadoras.

## Otras versiones

### Earth X
En el futuro alternativo de Tierra X, Sharon Carter ha sido víctima de "Hydra", ella en este caso es una forma de vida alienígena basada en un calamar que absorbe las mentes y las personas para expandirse.

### Marvel Mangaverse
Sharon Carter es presentada en el Marvel Mangaverso como la orquestadora de la supuesta destrucción de casi la totalidad de la población sobrehumana de Marvel Mangaverso. Ella misma resulta que ha estado bajo control mental. Ella se convirtió en la directora de SHIELD, cuando Nick Furia supuestamente murió.

### Ultimate Sharon Carter
En esta versión, Sharon Carter es una mujer pelirroja, con una enorme cicatriz en el rostro, que siempre lleva lentes de sol puestos, saco, pantalones y botas negras. En la continuidad Ultimate Marvel, Carter es también una agente de SHIELD, pero está mucho más cerca al ambiente de Ultimate Spider-Man. A menudo aparece como un equipo medio bromista de agentes de SHIELD, la otra mitad de los cuales es Ultimate Jimmy Woo. Se puede mostrar el humor a veces, pero sobre todo mantiene la boca cerrada en público. Como se ve en Ultimate Spider-Man # 46, es una practicante del cristianismo y tiene un conjunto sólido de moral, la mayoría de los cuales apuntan a que no quieren que SHIELD tome personas como Otto Octavius y "los encierren para golpear", en vez de destruirlos. Carter y Woo sobrevivieron a la fuga de Super-Villanos que ocurrió en Ultimate Six, Carter es vista a continuación en Silver Sable y Woo en Hobgoblin. Carter estuvo involucrada más tarde con la Saga del Clon diciéndole a la gente que fueron evacuados del barrio de Peter Parker que todo estaba bien, y el Agente Woo se verá más adelante en la historia de Muerte de un Duende, dejando que Carol Danvers sepa del asesinato más reciente del Duende. Según una historia de 2008, Carter es el jefe interino de SHIELD. Ella les pide a los Cuatro Fantásticos que investiguen una situación confusa en el Proyecto Pegaso.

## En otros medios

### Películas
- En la película de 1990 Capitán América presenta a un interés amoroso llamada Sharon Cooperman, interpretada por Kim Gillingham.

### Universo Cinematográfico de Marvel
- Emily VanCamp interpreta a Sharon Carter, Agente 13 en la película Capitán América y el Soldado de Invierno.[25][26] Como agente de S.H.I.E.L.D. y asignada por Nick Fury, tiene por misión inicialmente proteger a Steve Rogers. Para ello, se encuentra en cubierto en campo con el alias de "Kate", su vecina. Dentro del Triskelion, la base de S.H.I.E.L.D. en Washington, ella es la primera agente en cuestionar y subordinar a sus superiores en contra del Capitán América. Tras la disolución de S.H.I.E.L.D., se alista en la CIA. Como parte de su papel en cubierto, se desarrolla una atracción entre Steve y Sharon.
- VanCamp repite su papel en la tercera película del Capitán América, titulada Capitán América: Civil War.[27] En esta, se revela a Steve que Peggy Carter, su amor durante la Segunda Guerra Mundial, era tía de Sharon. Esta revelación lleva al encuentro de ambos, mismo que coincide con un atentado a Naciones Unidas, atribuido a Bucky Barnes. Esto es motivo por el cual ayuda a Steve y a Sam durante toda la película, proporcionándoles inteligencia de la CIA y los Acuerdos de Sokovia, la ubicación de los otros soldados de invierno, y sus respectivos uniformes y equipo, tras ser confiscados por el gobierno. Esto sella su destino como traidora de la nación y la posiciona como fugitiva de los Estados Unidos. Resignada a tener que vivir huyendo, Sharon y Steve se despiden con un beso de despedida que pone fin a la atracción que sentían.
- Sharon apareció en un primer borrador de Avengers: Infinity War que habría continuado la relación romántica entre Steve y Sharon. Sin embargo, esto nunca sucede.[28]
- Si bien, Sharon Carter, no aparece físicamente en Avengers: Endgame, al comienzo de la película una imagen de ella es mostrada en el complejo de los Vengadores entre los vengadores y aliado que fueron dados por víctimas de la oleada de muertos a consecuencia del genocidio provocado por Thanos. No obstante, en The Falcon and the Winter Soldier, su siguiente aparición, se revela que ella no sufrió las consecuencias del chasquido.
- En The Falcon and the Winter Soldier, Sharon revela que desde los eventos de Civil War, ella se ha estado escondiendo en la anárquica nación de Madripoor. Teme no poder regresar a los Estados Unidos sin ser arrestada y resiente el abandono que recibió por parte de los Vengadores. Tras un casual encuentro con Sam Wilson y Bucky Barnes, ella acuerda ayudarles a encontrar a un científico que recreó el suero del súper soldado utilizado por los Flag Smashers, a cambio de la promesa de Sam de obtenerle un perdón y la limpieza de su nombre para que pueda regresar a casa. En el episodio final, Sharon recibe el prometido indulto total, así como una oferta para unirse a la CIA y retomar su posición previa. Sin embargo, durante el transcurso de la serie, se muestra que cuenta con agenda propia y se revela que ella es el Mediador de Poder, villano principal de la película. Con un encuentro cara a cara con Karli Morgenthau explica que al perder control de los Flag Smashers, a quienes planeaba usar para vengar su situación, arriesga exponer su identidad. Es por ello que optó por ayudar a Falcon y el Soldado del Invierno a detenerlos. Finalmente, es ella quien termina por asesinar a Morgenthau y a Batroc, dejando a su suerte al resto de los Flag Smashers a quienes ella había contratado. Una vez de regreso a Estados Unidos, llama a un misterioso contacto celebrando por volver a tener acceso a recursos del gobierno estadounidense. La atípica conducta de Sharon Carter en esta entrega y lo mostrado en la escena de créditos intermedio deja la puerta abierta a su próxima aparición dentro del UCM.[29]
- En algún momento, se tuvo la intención de incluir a Sharon Carter como parte de la serie del mismo universo, Agents of S.H.I.E.L.D. Sin embargo, los estudios optaron por introducir al personaje dentro de la saga del Capitán América, donde tendría más cabida.[30]
- La más reciente aparición de Sharon Cárter en el mismo universo es dentro de la primera serie animada del UCM, Marvel's What if…?, en el episodio 5 de la primera temporada titulado “zombies”, en la cual Emily VanCamp prestó su voz para continuar interpretando al personaje. Sin embargo, esta serie narra historias que si bien ocurren en el mismo universo, no continúan la línea temporal original. Es decir, en la serie se presentan versiones diferente de los personajes.
- Posterior a Falcon and The Winter Soldier, Emily VanCamp volvería como Sharon Carter en la próxima entrega de la saga del Capitán América llamada Captain America: Brave New World, que se estrenará en 2024.

### Televisión
- Sharon Carter aparece en un episodio de la serie de 1966 del Capitán América. Su nombre no es mencionado, pero se dice que trabaja para SHIELD. Cap ve a Sharon en el episodio y la confunde con su amor en tiempos de guerra cuyo nombre nunca es mencionado, pero se supone que es Peggy Carter.
- Una pelirroja agente de S.H.I.E.L.D. parecida a Sharon Carter apareció en varios episodios de Spider-Man: la serie animada como "Agente 1" o "Agente X", la segunda al mando de Nick Fury. Su voz fue aportada por Rachel Davies.

### Videojuegos
- Sharon Carter apareció en el videojuego Ultimate Spider-Man con la voz de Jane Hajduk. Primero aparece con Nick Fury en la escena donde el Escarabajo libera al Duende Verde de su prisión. Ella luego aparece con algunos agentes de S.H.I.E.L.D. para mandar al Duende Verde de vuelta en custodia.
- Sharon Carter aparece en Marvel Heroes. Ella aparece como un agente de S.H.I.E.L.D. que desaparece. Luego fue agregada como personaje de Team-Up como Agente 13.
- Sharon Carter aparece como un personaje jugable en Marvel: Future Fight como Agente 13.[31] Sharon Rogers es otra versión jugable. Creada como parte del 75 aniversario del Capitán América, ella es la hija de Steve Rogers y Peggy Carter de una línea de tiempo alternativa donde ahora se desempeña como Capitán América.[32][33]
- Sharon Carter es un personaje jugable en Lego Marvel's Avengers.[34]
- La Agente 13 es un personaje jugable en Marvel Avengers Academy, con la voz de Linnea Sage.[35]
- La Agente 13 es un personaje jugable en Marvel: Avengers Alliance 2. Ella es la recompensa de la temporada 5 de PVP.
- La Agente 13 es una carta jugable en el juego de cartas Marvel Snap.
- La Agente 13 (Sharon Cárter) es un personaje jugable en el juego Marvel Strike Forse